# Société des Amis de la Russie nationale
La société des Amis de la Russie nationale est une association anticommuniste française de l'entre-deux-guerres.

## Histoire
Fondée au début de l'année 1938 pour contrecarrer l'influence de la Société des Amis de l'URSS (future France-URSS) et soutenir l'action des Russes blancs contre le « bolchevisme », dans le contexte d'une campagne de la droite contre l'Union soviétique et le communisme. Elle est présidée par le sénateur Henry Lémery, avec comme vice-présidents le général Henri Albert Niessel, le sénateur anticommuniste Gustave Gautherot, le député Pierre Taittinger, président du PNRS, avatar des Jeunesses patriotes, Victor Perret et Georges Lebecq, président du groupe parisien de l'Union nationale des combattants. À son comité d'honneur figurent Louis Marin ou encore le général Maxime Weygand. Y siègent aussi les députés Xavier Vallat, Philippe Henriot, René Dommange, Joseph Denais, mais aussi des hommes de lettres comme les frères Jérôme et Jean Tharaud. Son secrétaire général est Maurice Vincent, rédacteur en chef de L’Indépendant de Paris (le journal de Lémery). La Société s'est aussi attachée le concours de l'homme de lettres et militant anticommuniste Arsène de Goulévitch. Son siège se trouve au 4, rue des Capucines, dans le 2e arrondissement de Paris.
Des sections locales existent à Lyon (autour de Victor Perret, président de la Fédération républicaine du Rhône) et Marseille (autour du député André Daher). La société organise des réunions et publie des brochures, comme La Russie et la France, dans laquelle Lémery montre « comment le bolchevisme nous menace d’une façon redoutable, bien que l'heure de son effondrement paraisse proche ».

## Brochures
- Du passé à l'avenir de la Russie, 1938
- Henry Lémery, La Russie et la France, 1938
- Henry Lémery et Arsène de Goulévitch, L'heure de la Russie nationale, 1940